# Stary cmentarz żydowski w Kłodzku
Stary cmentarz żydowski w Kłodzku – nieistniejąca prywatna nekropolia żydowska położona na terenie historycznego Przedmieścia Zielonego w Kłodzku.
Pierwszy żydowski cmentarz na terenie Kłodzka, po ponownym osiedleniu się Żydów w mieście w XIX wieku został założony z inicjatywy Seeliga Caro ze Świdnicy dla zmarłych członków jego rodziny. 21 lipca 1814 roku zakupił on od majora von Brauna za 140 talarów ogród na parceli nr 2 przed Zieloną Bramą. Teren ten przeznaczył na pochówki rodzinne, bez możliwości grzebania tam innych współwyznawców. Nekropolia wykorzystywana była do 1833 roku, kiedy to oddano do użytku ogólnogminny cmentarz przy obecnej ulicy Bohaterów Getta (dawniej Gartenstrasse). Stary cmentarz przetrwał prawdopodobnie jedynie do 1880 roku, kiedy to wyburzono Zieloną Bramę i założono Wilhelmsplatz (obecnie plac Jagiełły).